# Alexander Schallenberg
Alexander Schallenberg (* 20. června 1969 Bern) je rakouský politik, diplomat a právník. Ministrem zahraničí byl mezi roky 2019–2021 v úřednickém kabinetu Bierleinové a druhé Kurzově vládě, opět pak v letech 2021–2025 v Nehammerově kabinetu. Jako spolkový kancléř působil mezi říjnem a prosincem 2021 a od ledna do března 2025. Před jmenováním do ministerského úřadu v Kurzově vládě vstoupil do Rakouské lidové strany.

## Osobní život
Schallenberg se narodil v roce 1969 ve švýcarském Bernu, kde jeho otec Wolfgang Schallenberg (* 1930 v Praze) pracoval jako rakouský velvyslanec. Pochází ze starého šlechtického rodu Schallenbergů (od roku 1666 říšská hrabata), jehož zaniklé rodové sídlo se nacházelo v hornorakouském Sankt Ulrich im Mühlkreis. Jako syn diplomata vyrůstal v Indii, Španělsku a ve Francii. V letech 1989–1994 studoval práva na Vídeňské univerzitě a na pařížské univerzitě Panthéon-Assas. Do roku 1995 pokračoval ve studiu na Evropském kolegiu v Bruggách.
Je rozvedený a má čtyři děti.

## Politická kariéra
Od roku 1997 pracoval na ministerstvu zahraničí, kde v letech 2000–2005 vedl právní oddělení stálého zastoupení Rakouska při Evropské unii v Bruselu. Mezi lety 2006–2013 byl tiskovým mluvčím ministrů Ursuly Plassnikové a Michaela Spindeleggera. Za ministra Sebastiana Kurze byl Schallenberg v roce 2013 jmenován vedoucím personálního oddělení pro strategické plánování zahraniční politiky. V roce 2016 převzal funkci vedoucího evropské sekce ministerstva zahraničí. V červnu 2019 byl jmenován ministrem zahraničí v úřednické vládě Brigitty Bierleinové a v této funkci zůstal i v následujícím druhém kabinetu Sebastiana Kurze, jmenovaném v lednu 2020.
Po rezignaci Sebastiana Kurze z funkce rakouského spolkového kancléře kvůli podezření z korupce a úplatkářství byl Schallenberg po dohodě s koaličním partnerem, rakouskými Zelenými, prezidentem Alexandrem Van der Bellenem dne 11. října 2021 jmenován kancléřem, přičemž funkci předsedy ÖVP si Kurz ještě ponechal. Po ústupu Sebastiana Kurze z pozice předsedy ÖVP oznámil Schallenberg 2. prosince 2021, že uvolní pozici kancléře, jakmile si jeho strana zvolí nového předsedu, a dodal, že nehodlá kandidovat na post předsedy strany. Dle jeho slov by měl vykonávat funkci kancléře a předsedu strany tentýž člověk. Zároveň ohlásil svůj úmysl vrátit se na post ministra zahraničí. Novým kandidátem na kancléře se stal dosavadní ministr vnitra Karl Nehammer, který byl dne 3. prosince 2021 zvolen předsedou ÖVP.